# Raczyński (geslacht)

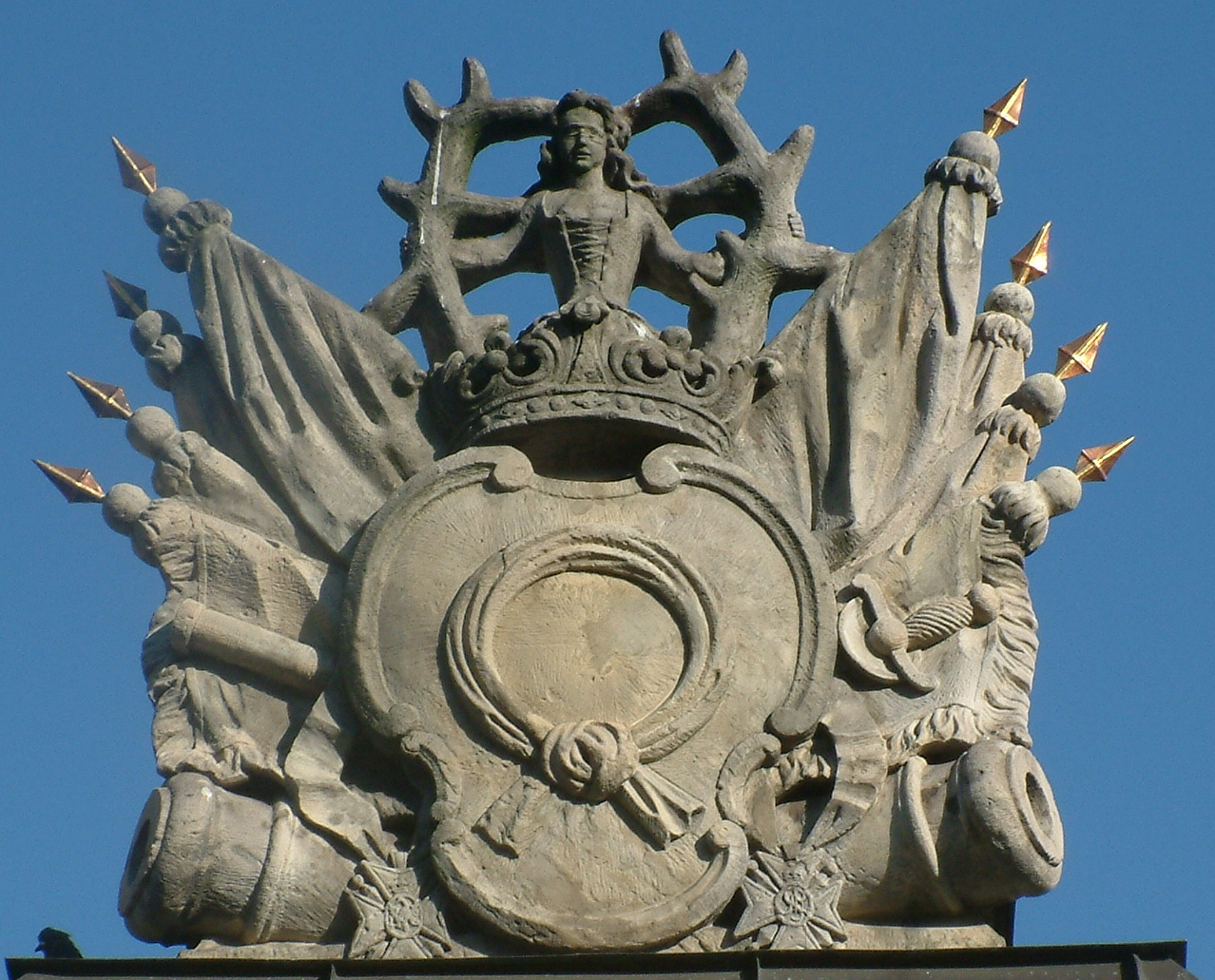
Het wapen Nałęcz van Kazimierz Raczyński in Poznan

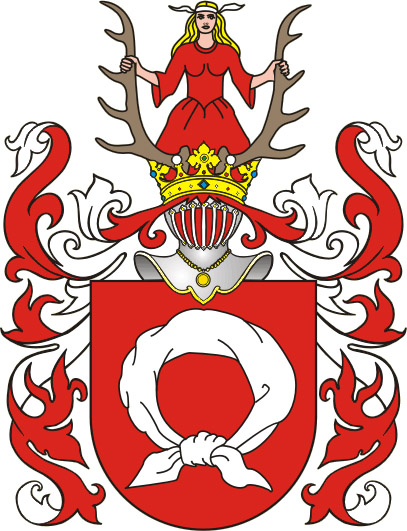
Het Familiewapen van de Familie Raczyński, Nałęcz

"Raczyński" is de naam van een magnaten-/hogeadelgeslacht uit Groot-Polen. De vrouwelijke vorm van de naam is Raczyńska. Het is een geslacht dat stamt uit de 16e eeuw en van origine uit het Koerland komt. De naam wordt voor het eerst genoemd in 1541. Sinds de 18e eeuw is de hoofdresidentie van dit geslacht het Raczyńskipaleis (Rogalin) zo'n 20 km van de Poolse stad Poznań. Zij voeren de titel van graaf.
Bekende telgen:
- Graaf Edward Raczyński (Mecenas), (1786–1845). schrijver, filantroop en mecenas. Bekend als stichter van de Raczyńskibibliotheek in Poznań
- Graaf Edward Bernard Raczyński (Zakopane, 19 december 1891 - Londen, 30 juli 1993), Poolse president in ballingschap

## Bezittingen

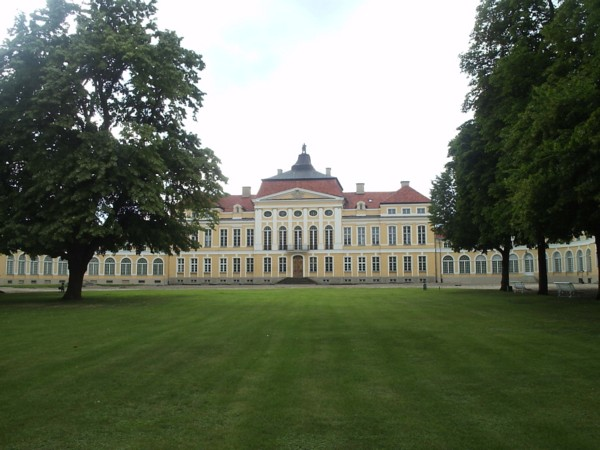
Familiepaleis te Rogalin
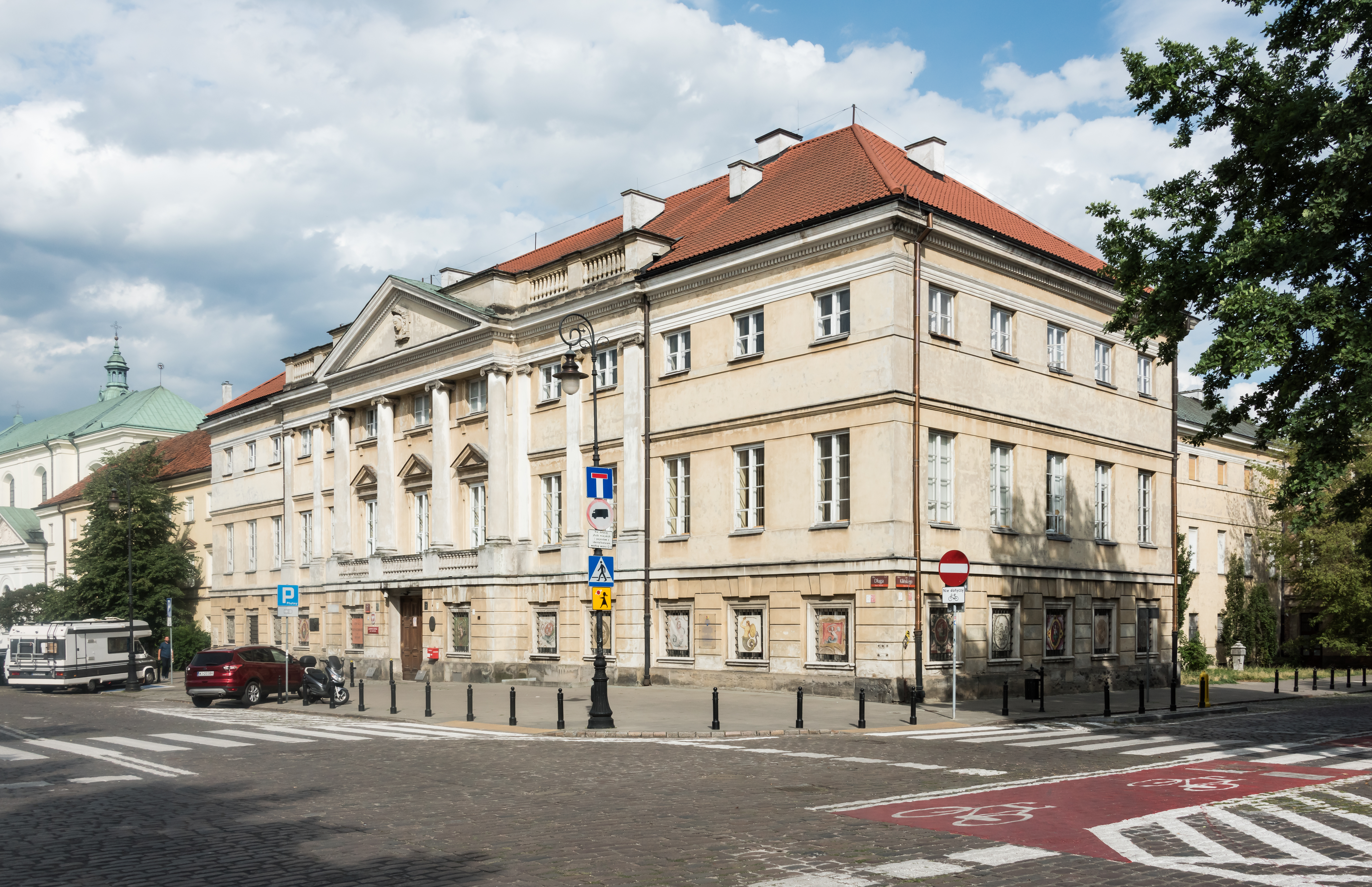
Raczyńskipaleis in Warschau
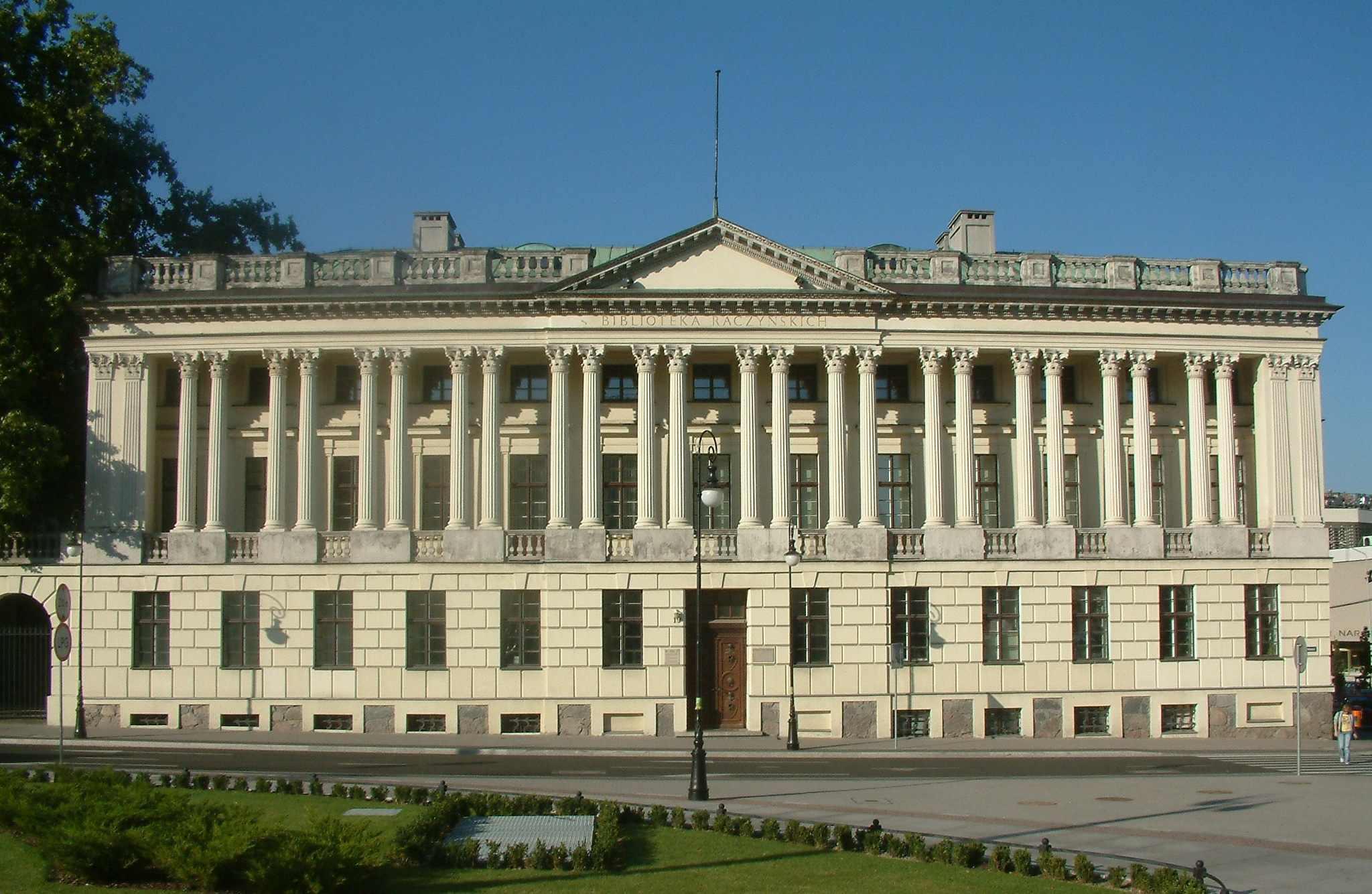
Raczyńskibibliotheek in Poznań